# Théodore Ratisbonne

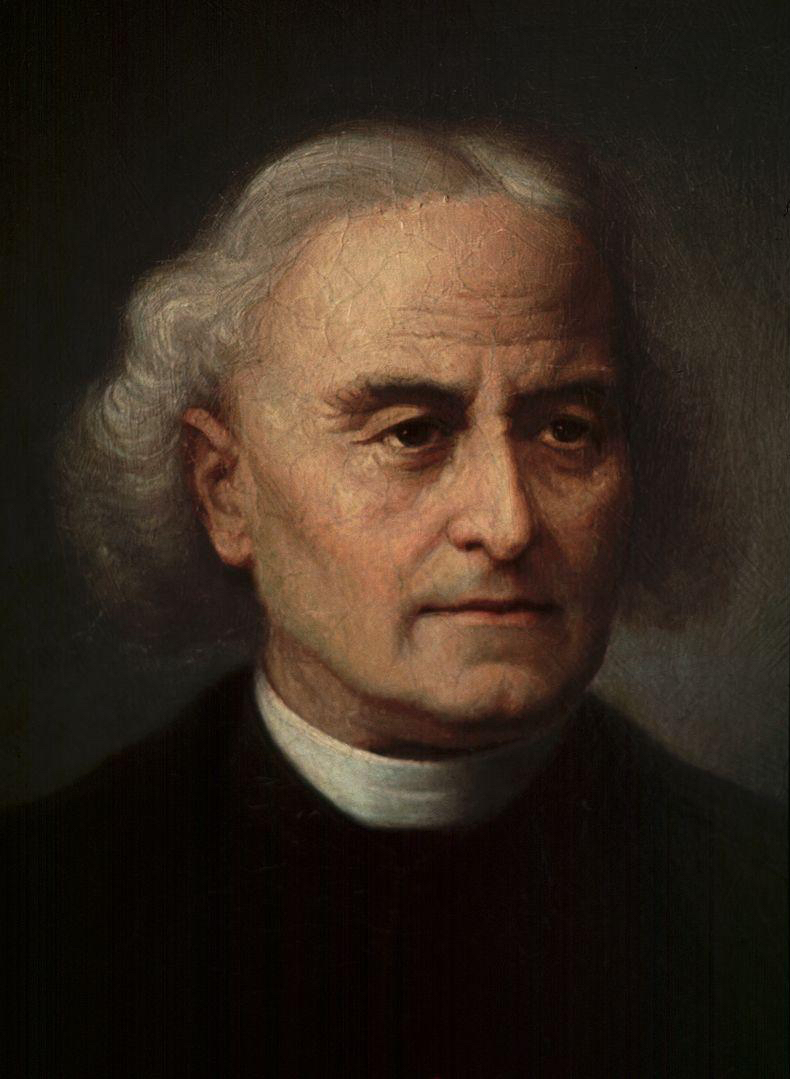
Théodore Ratisbonne

Marie-Théodore Ratisbonne (* 28. Dezember 1802 in Straßburg; † 10. Januar 1884 in Paris) war ein französischer katholischer Priester und Gründer der Kongregation Unsere Liebe Frau von Sion.

## Herkunft und Jugend
Théodore Ratisbonne wuchs in einer jüdischen Bankiers-Familie auf. Die Eltern waren weitgehend assimiliert und liberal eingestellt. Ratisbonne studierte Rechtswissenschaften und ließ sich dann in Colmar nieder.
Unter dem Einfluss des Philosophieprofessors Louis Bautain (1796–1867) in Straßburg wandte sich Ratisbonne dem christlichen Glauben zu.

## Taufe und Berufung
Théodore Ratisbonne wurde am Karsamstag, dem 14. April 1827, nach katechetischer Vorbereitung durch Louise Humann getauft. Er studierte Theologie und wurde 1830 zum Priester geweiht. 1840 übernahm er eine Vikarstelle an der Pariser Pfarrei Notre-Dame-des-Victoires.
Am 20. Januar 1842 entschied sich sein jüngerer Bruder Alphonse Ratisbonne – nach einer Marienerscheinung in Rom –, ebenfalls Christ zu werden. Theodore Ratisbonne deutete dies als Zeichen Mariens. Von seinem Bruder Alphonse ermutigt, gründete er 1843 die Kongregation „Unsere Liebe Frau von Sion“.
Theodore Ratisbonne starb am 10. Januar 1884 in Paris.